# Ферментный промискуитет
Ферментный промискуитет (неразборчивость) — это способность фермента катализировать случайную побочную реакцию в дополнение к своей основной реакции. Хотя ферменты являются чрезвычайно специфическими катализаторами, они часто могут выполнять побочные реакции в дополнение к своей основной природной каталитической активности. Побочная активность фермента обычно протекает медленнее по сравнению с основной деятельностью и находится под нейтральным отбором. Несмотря на то, что обычно эти активности физиологически нерелевантны, в условиях нового избирательного давления эти виды деятельности могут принести пользу, тем самым побуждая эволюцию ранее побочных активностей стать новым основным видом деятельности. Примером этого является хлоргидролаза атразина (кодируется atzA) Pseudomonas sр., произошедшая из меламиндезаминазы (кодируется triA), которая имеет очень небольшую побочную активность в отношении атразина, химического вещества, созданного руками человека.

## Вступление
Ферменты развиваются, чтобы катализировать конкретную реакцию на конкретном субстрате с высокой каталитической эффективностью (kcat/KM, см. также Кинетика Михаэлиса — Ментен). Однако в дополнение к этой основной активности они обладают побочными, активность которых обычно на несколько порядков ниже, и которые не являются результатом эволюционного отбора и, следовательно, не участвуют в физиологии организма. Это явление позволяет ферментам приобретать новые функции, поскольку побочные активности могут принести пользу под новым давлением отбора, ведущим к дублированию гена, кодирующего фермент, и выбору побочной активности в качестве нового основного вида деятельности.

## Эволюция ферментов

### Дублирование и расхождение
Существует несколько теоретических моделей для предсказания порядка дублирования и смены специализации, но фактический процесс более запутан и нечёток (§ Реконструированные ферменты ниже). С одной стороны, амплификация гена приводит к увеличению концентрации фермента и потенциальной свободе от ограничительной регуляции, что, следовательно, увеличивает скорость реакции (v) побочной активности фермента, делая его эффекты более выраженными физиологически («эффект дозировки гена»). С другой стороны, ферменты могут развить повышенную вторичную активность с небольшой потерей первичной активности («устойчивости») с небольшим адаптивным конфликтом (§ Устойчивость и пластичность ниже).

### Устойчивость и пластичность
Исследование четырёх различных гидролаз (параоксоназа сыворотки крови человека (PON1), фосфотриэстераза псевдомонад (PTE), протеинтирозинфосфатаза (PTP) и карбоангидраза II человека (CAII)) показало, что основная их активность является «устойчивой» к изменениям, тогда как побочные активности являются «слабыми» и более «пластичными». В частности, выбор побочной активности, (посредством направленной эволюции), изначально не уменьшает основную активность фермента (следовательно, её «устойчивость»), но сильно влияет на побочные виды активности (следовательно, их «пластичность»).
Фосфотриэстераза (PTE) из Pseudomonas diminuta эволюционировала, чтобы стать арилэстеразой (гидролаза P — O в C — O) за восемнадцать циклов, получив 109 сдвигов в специфичности (отношение KM), однако большая часть изменений произошла в начальных циклах, в которых неизбираемая рудиментарная активность PTE сохранялась и развивающаяся активность арилэстеразы росла, в то время как в последних циклах имел место небольшой компромисс за потерю рудиментарной активности PTE в пользу активности арилэстеразы.
Это означает, во-первых, что специализированный фермент (монофункциональный) в процессе эволюции проходит через универсальную стадию (многофункциональный), прежде чем снова стать специализированным — предположительно после дупликации гена согласно модели IAD, — и, во-вторых, побочные активности более пластичны, в отличие от основной активности.

### Реконструированные ферменты
Самым последним и наиболее ярким примером эволюции ферментов является появление ферментов, способствующих биологическому восстановлению, в течение последних 60 лет. Из-за очень небольшого количества замен аминокислот они представляют собой отличную модель для исследования эволюции ферментов в природе. Однако использование существующих ферментов для определения того, как эволюционировало семейство ферментов, имеет недостаток, заключающийся в том, что недавно возникший фермент сравнивают с паралогами, не зная истинной идентичности предка до того, как два гена расходятся. Эта проблема может быть решена благодаря реконструкции предков. Впервые предложенная в 1963 году Линусом Полингом и Эмилем Цукеркандлом, предковая реконструкция — это вывод и синтез гена из предковой формы группы генов который недавно возродился благодаря усовершенствованным методам вывода и недорогому искусственному синтезу генов в результате которого необходимо изучать несколько наследственных ферментов, которые некоторые называют «стемзимами».
Доказательства, полученные с помощью реконструированного фермента, предполагают, что порядок событий, когда новая активность улучшается, а ген дублируется, не является четким, в отличие от того, что предполагают теоретические модели эволюции генов.
Одно исследование показало, что предковый ген семейства протеаз иммунной защиты у млекопитающих имел более широкую специфичность и более высокую каталитическую эффективность, чем современное семейство паралогов тогда как другое исследование показало, что предковый стероидный рецептор позвоночных был рецептором эстрогена с небольшой неоднозначностью субстрата для других гормонов, что указывает на то, что они, вероятно, не были синтезированы в то время.
Эта вариабельность наследственной специфичности наблюдалась не только между разными генами, но и внутри одного и того же семейства генов. В свете большого количества паралогичных генов α-глюкозидазы грибов с рядом специфических мальтозоподобных (мальтоза, тураноза, мальтотриоза, мальтулоза и сахароза) и изомальтозоподобных (изомальтоза и палатиноза) субстратов, исследование реконструировало всех ключевых предков и обнаружили, что последний общий предок паралогов был в основном активен на мальтозоподобных субстратах с лишь следовой активностью для изомальтозоподобных сахаров, несмотря на то, что он привел к линии изомальтозоглюкозидаз и линии, которая далее расщеплялась на мальтозоглюкозидазы и изомальтозоглюкозидазы. В противоположность этому, предок до последнего расщепления имел более выраженную изомальтозоподобную активность глюкозидазы.

## Изначальный метаболизм
Рой Дженсен в 1976 году предположил, что первичные ферменты должны быть очень неразборчивыми, чтобы метаболические сети собирались лоскутным способом (отсюда и его название, лоскутная модель). Эта изначальная каталитическая универсальность позже была утрачена в пользу высококаталитических специализированных ортологичных ферментов. Как следствие, многие ферменты центрального метаболизма имеют структурные гомологи, которые расходились до появления последнего универсального общего предка.

## Распределение
Промискуитет — это не только изначальная черта, но и очень распространенное свойство в современных геномах. Был проведен ряд экспериментов для оценки распределения активности промискуитетных ферментов в E. coli . В E. coli 21 из 104 протестированных единичных генов (из коллекции Keio) можно было устранить за счет сверхэкспрессии некогнатного белка E. coli (с использованием объединённого набора плазмид из коллекции ASKA). Механизмы, с помощью которых некогнатная ORF может восстановить нокаут, можно сгруппировать в восемь категорий: избыточная экспрессия изоферментов (гомологи), неоднозначность субстрата, транспортная неоднозначность (очистка), каталитическая неразборчивость, поддержание метаболического потока (включая сверхэкспрессию большого компонента синтазы в отсутствие субъединицы аминотрансферазы), обход пути, регуляторные эффекты и неизвестные механизмы. Точно так же сверхэкспрессия коллекции ORF позволила E. coli повысить устойчивость более чем на порядок в 86 из 237 токсичных сред.

## Гомология
Известно, что гомологи иногда проявляют неразборчивость по отношению к основным реакциям друг друга. Эта перекрестная неразборчивость наиболее изучена с членами суперсемейства щелочных фосфатаз, которые катализируют гидролитическую реакцию по сульфатной, фосфонатной, монофосфатной, дифосфатной или трифосфатной сложноэфирной связи нескольких соединений. Несмотря на расхождение, гомологи обладают разной степенью взаимной неразборчивости: различия в неразборчивости связаны с задействованными механизмами, особенно с необходимым промежуточным звеном.

## Степень неразборчивости
Ферменты, как правило, находятся в состоянии, которое является не только компромиссом между стабильностью и каталитической эффективностью, но это также верно и в отношении специфичности и эволюционируемости, причем последние два определяют, является ли фермент универсальным (высокоразвитым из-за большой неразборчивости, но низкой основной активностью) или специальным (высокая основная активность, плохо развивающаяся из-за высокой разборчивости). Примерами являются ферменты для первичного и вторичного метаболизма в растениях (§ Вторичный метаболизм растений ниже). В игру могут вступать и другие факторы, например, глицерофосфодиэстераза (gpdQ) из Enterobacter aerogenes показывает разные значения своей неразборчивой активности в зависимости от двух ионов металлов, которые она связывает, что продиктовано доступностью ионов.v В некоторых случаях неразборчивость можно увеличить, ослабив специфичность активного сайта путем увеличения его с помощью одной мутации, как это было в случае мутанта D297G эпимеразы L-Ala-D / L-Glu E. coli (ycjG) и E323G мутант лактонизирующего фермента II псевдомонад муконат, что позволяет им беспорядочно катализировать активность O-сукцинилбензоатсинтазы (menC). Напротив, неразборчивость может быть уменьшена, как это было в случае γ-гумуленсинтазы (сесквитерпенсинтазы) из Abies grandis, которая, как известно, продуцирует 52 различных сесквитерпена из фарнезилдифосфата после нескольких мутаций.
Исследования ферментов с широкой специфичностью — не беспорядочных, но концептуально близких — таких как трипсин и химотрипсин млекопитающих и бифункциональная изопропилмалат-изомераза / гомоаконитаза из Pyrococcus horikoshii, показали, что подвижность петли активного центра в значительной степени способствует каталитической эластичности фермента.

### Токсичность
Промискуитетная активность — это ненативная активность, для которой фермент не эволюционировал, возникающая из-за аккомодационной конформации активного сайта. Однако основная активность фермента является результатом не только отбора в сторону высокой каталитической скорости по отношению к конкретному субстрату для получения конкретного продукта, но также и во избежание образования токсичных или ненужных продуктов. Например, если синтез тРНК загружает неправильную аминокислоту в тРНК, полученный пептид будет иметь неожиданно изменённые свойства, следовательно, для повышения точности присутствуют несколько дополнительных доменов. Подобно реакции синтеза тРНК, первая субъединица тироцидинсинтетазы (tyrA) из Bacillus brevis аденилирует молекулу фенилаланина, чтобы использовать аденильный фрагмент в качестве рычага для получения тирокидина, циклического нерибосомного пептида. Когда была исследована специфичность фермента, было обнаружено, что он обладает высокой селективностью в отношении природных аминокислот, которые не являются фенилаланином, но гораздо более толерантен к неприродным аминокислотам. В частности, большинство аминокислот не катализировалось, тогда как следующей наиболее катализированной нативной аминокислотой был тирозин по структуре, но в тысячную долю больше, чем фенилаланин, тогда как несколько некодируемых аминокислот катализировались лучше, чем тирозин, а именно D-фенилаланин, β- циклогексил-L-аланин, 4-амино-L-фенилаланин и L-норлейцин.
Одним из специфических случаев выбранной вторичной активности являются полимеразы и эндонуклеазы рестрикции, где неправильная активность фактически является результатом компромисса между точностью и эволюционируемостью. Например, для рестрикционных эндонуклеаз неправильная активность (звездчатая активность) часто приводит к летальному исходу для организма, но небольшое количество данной активности позволяет развиваться новым функциям для противодействия патогенам.

### Вторичный метаболизм растений
Растения производят большое количество вторичных метаболитов благодаря ферментам, которые, в отличие от тех, которые участвуют в первичном метаболизме, менее каталитически эффективны, но обладают большей механической эластичностью (типы реакций) и более широкой специфичностью. Порог либерального дрейфа (вызванный низким давлением отбора из-за небольшого размера популяции) позволяет приросту физической формы, обеспечиваемому одним из продуктов, поддерживать другие виды деятельности, даже если они могут быть физиологически бесполезными.

## Биокатализ
В биокатализе занимаются поиском множества реакций, отсутствующих в природе. Для этого ферменты с небольшой беспорядочной активностью по отношению к требуемой реакции идентифицируются и развиваются посредством направленной эволюции или рационального дизайна.
Примером широко развивающегося фермента является ω-трансаминаза, которая может заменять кетон хиральным амином и, следовательно, библиотеки различных гомологов коммерчески доступны для быстрой биодобычи (например, Codexis).
Другой пример — возможность использования беспорядочной активности цистеинсинтазы (cysM) по отношению к нуклеофилам для получения непротеиногенных аминокислот.

## Сходство реакции
Сходство между ферментативными реакциями (ЕС) можно рассчитать, используя изменения связей, реакционные центры или показатели субструктуры (EC-BLAST).

## Лекарства и промискуитет
В то время как промискуитет в основном изучается с точки зрения стандартной кинетики ферментов, связывание лекарств и их последующая реакция представляют собой беспорядочную активность, поскольку фермент катализирует реакцию инактивации по отношению к новому субстрату, для которого он не эволюционировал, чтобы катализировать. Это может быть связано с тем, что в белках имеется лишь небольшое количество отдельных участков связывания лигандов.
С другой стороны, метаболизм ксенобиотиков млекопитающих был разработан так, чтобы обладать широкой специфичностью для окисления, связывания и удаления чужеродных липофильных соединений, которые могут быть токсичными, таких как алкалоиды растений, поэтому их способность детоксифицировать антропогенные ксенобиотики является продолжением этого.